# Uthukkottai
Uthukkottai är en ort i Indien.   Den ligger i delstaten Tamil Nadu, i den södra delen av landet, 1 700 km söder om huvudstaden New Delhi. Uthukkottai ligger 49 meter över havet och antalet invånare är 12 623.
Terrängen runt Uthukkottai är platt. Runt Uthukkottai är det tätbefolkat, med 356 invånare per kvadratkilometer. Uthukkottai är det största samhället i trakten. Trakten runt Uthukkottai består till största delen av jordbruksmark.